# Gustavo Freudenthal
Pour les articles homonymes, voir Freudenthal.
Gustavo Freudenthal (Hanovre, 1869 - Saragosse, 1948) est un photographe allemand installé à Saragosse au cours du premier tiers du XXe siècle.
Freudenhal est également consul honoraire d'Allemagne à Saragosse de 1914 à 1941.